# Isaäc da Costa

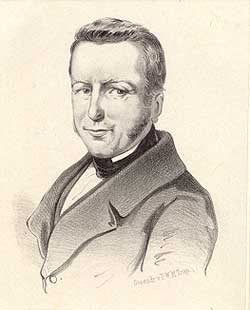
Isaäc da Costa in een prent van P.W.M. Trap (1821–1905)

Isaäc da Costa (Amsterdam, 14 januari 1798 – aldaar, 28 april 1860) was een Amsterdams dichter en historicus.
Da Costa kwam uit een welgesteld joods bankiersgezin. Hij volgde de Latijnse school en werd op vijftienjarige leeftijd lid van het Israëlitisch genootschap 'Concordia Crescimus'.
Zijn leraar Hebreeuws, Mozes Lemans, bracht hem in contact met Willem Bilderdijk, wiens leerling hij werd. Hij schreef liederen en politieke poëzie; zo heeft hij ook geschreven voor Nederlandsche Stemmen, een tijdschrift van het Réveil. Zelf meende hij dat zijn levensroeping het bestuderen van theologie, letterkunde en geschiedenis was. Hij promoveerde in Leiden in 1818 in de rechten en in 1821 in de letteren.

## Van godsdienst veranderd
Da Costa was vurig in het belijden van zijn godsdienst. Eerst was hij orthodox-joods, maar later is hij een orthodox-protestants christen geworden. Dat maakte hij pas in 1822, na de dood van zijn ouders, bekend om hen daarmee niet te kwetsen. Hij vormde later met een groepje vrienden het Nederlandse Réveil, een beweging die de samenleving wilde terugbrengen onder de heerschappij van Christus. Hiermee openden hij en zijn vrienden een nieuwe wereld voor de jongeren van toen. Onder zijn medestanders telde hij onder meer de bestuurder en reiziger Jacobus Haefkens, maar ook mensen als Willem de Clercq. Een belangrijke tegenstander was de katholieke historicus, dichter en apologeet Joachim le Sage ten Broek, die hem in een openbare brief opriep zijn heil te zoeken bij de kerk van Rome. Da Costa is ook bekend geworden door zijn discussie (ook op papier) met H.F. Kohlbrügge over diens preek over Romeinen 7:14.
Da Costa hield zich in toenemende mate bezig met speculaties over het einde der tijden. Met zijn vriend Capadose kwam hij zo onder invloed van de katholiek-apostolische beweging in Groot-Brittannië en de vrije gemeente van de presbyteriaan Edward Irving.

### Da Costa en Van Lennep
Tijdens de studietijd van Jacob van Lennep, tussen 1821 en 1828, had hij met hem ook heftige discussies. Het ging dan zowel over haarkloverijen betreffende uitleg van bijbelteksten als over meer fundamentele zaken. Over de welbespraaktheid van Da Costa zei Van Lennep: dat zij den hoorder overreedt, door hem te bedwelmen, te verpletteren. De discussies werden altijd gewonnen door Da Costa. Van Lennep voelde zich bij Da Costa als in een tovercirkel, waarin hij (DaCosta) al met wie hem spreekt besloten houdt. Hoewel Van Lennep zich in discussies met Da Costa slachtoffer voelde ging hij toch naar de voorlezingen die Da Costa in Amsterdam gaf aan volgelingen. Na 1828 ging Van Lennep alleen nog schriftelijk in discussie met Da Costa. Dit resulteerde soms in replieken van wel twintig kantjes van Da Costa. De brieven van Van Lennep aan Da Costa zijn niet bewaard gebleven.

## Tegen de tijdgeest (Da Costa en de Verlichting)
Da Costa was een conservatief. Zijn bekendste werk is de (geruchtmakende) brochure Bezwaren tegen den geest der Eeuw (1823). In een voor- en nawoord en tien hoofdstukken over diverse onderwerpen bepleit hij een dominantie van het (protestantse) christendom in het openbare leven en betreurt hij de dominantie van de Verlichting. Hij keert zich onder andere tegen het mensenverstand, gecontrasteerd met de openbaring van de bijbel, als scheidsrechter in geschillen; tegen de constitutionele monarchie, de ideeën van volkssoevereiniteit en regering door en voor de bevolking. Waar de Verlichters in de geschiedenis vooruitgang zien, daar ziet Da Costa achteruitgang.
Da Costa had Biedermeier-trekjes, dat wil zeggen dat hij een sentimentele, geresigneerde en zacht melancholische stijl had. Zijn liederen en poëzie stonden voor eenvoud, absoluutheid en waarheid. Hij debuteerde in 1813 met het gedicht Lof der dichtkunst. Ook heeft hij werk van Aischylos vertaald. Zijn verzamelde poëzie werd uitgegeven door de dominee-dichter J.P. Hasebroek onder de titel Komplete dichtwerken van Is. da Costa (3 dln. 1861-1863).
Da Costiaan heeft in zijn tijd in Nederland als scheldwoord gegolden; zijn kritiek op de libertijnse tijdgeest werd als obscurantistisch ervaren en riep weerstand op in kringen die de Verlichting steunden.

## Persoonlijk leven
Op 5 juli 1821 trouwde Da Costa met zijn nicht Hanna Belmonte. Zes dagen later werd het huwelijk ingezegend in de synagoge. Samen gingen ze op 20 oktober 1822 over naar het christendom door zich te laten dopen in de Pieterskerk te Leiden.
Het echtpaar kreeg negen kinderen, van wie slechts drie de volwassen leeftijd bereikten.
- Bibliothèque nationale de France: cb13592816c (data)
- Biografisch Portaal: 53716890
- Digitale Bibliotheek voor de Nederlandse Letteren: cost002
- Gemeinsame Normdatei: 118918699
- International Standard Name Identifier: 0000 0001 2140 3659
- Library of Congress Control Number: n80034313
- Nationale Bibliotheek van Israël: 987007260121405171
- Nederlandse Thesaurus van Auteursnamen: 068408323
- Système universitaire de documentation: 050538632
- Virtual International Authority File: 76484564
- WorldCat: E39PBJvtbt7CwCjqhQBPypFqcP